# Панелія
Панелія (фін. Panelia) — село в Фінляндії, входить до складу волості Еура, повіту Сатакунта.